# 溪钓

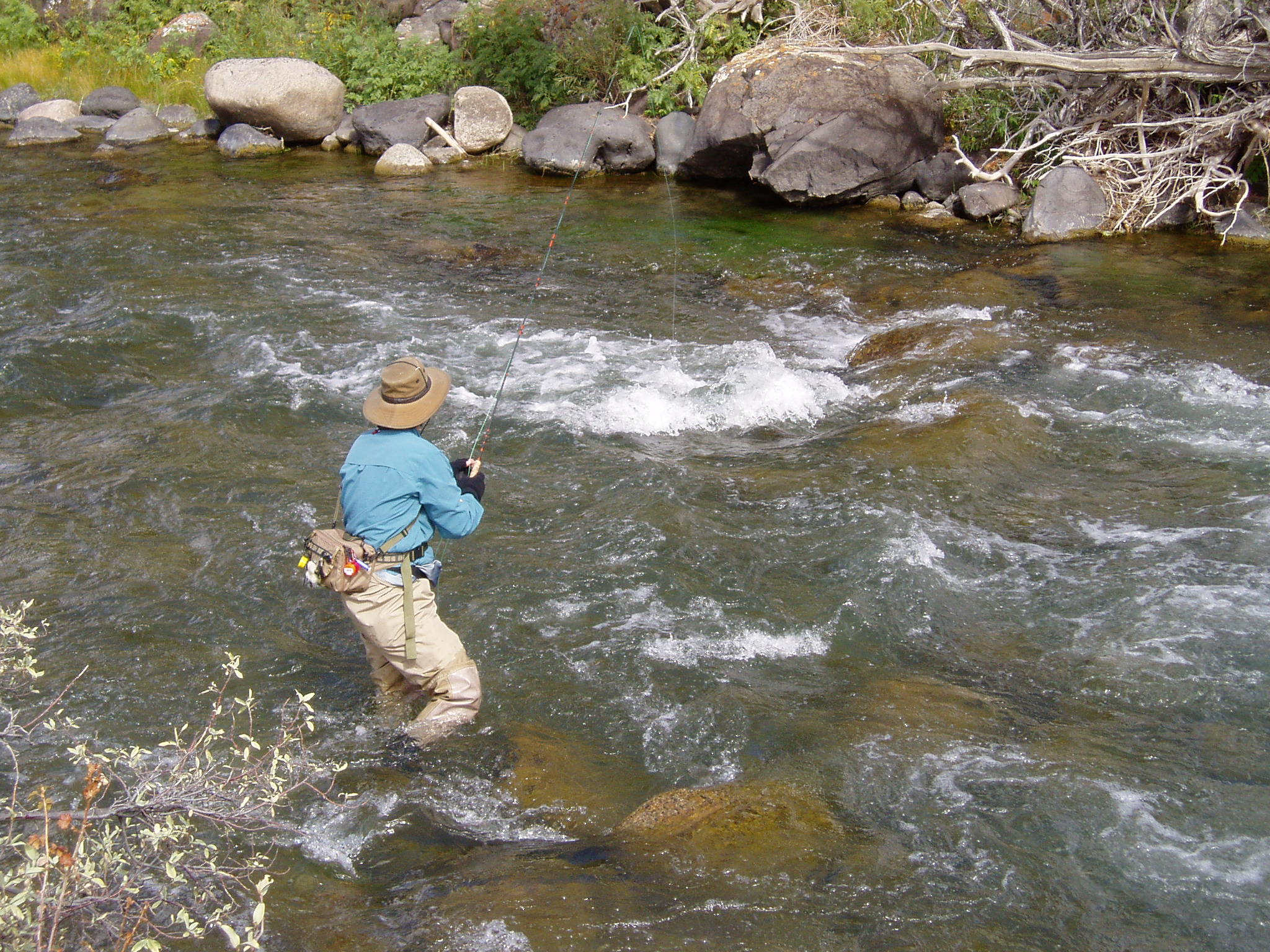
溪钓

溪钓（英語：stream fishing or creek fishing）指渔场主要在溪流、浅滩、水渠或水深极浅、流速较缓但湍流较多的小型河流和湿地等无法行船的水体上进行的作钓。溪钓是常见的野外休闲捕鱼方式的一种，主要对象是各种喜欢在浅水区活动的淡水鱼（比如鲫鱼、鲤鱼、黄刺鱼、草鱼、黑鱼、罗非鱼、粗首马口鱲、河鮠、密鱼、苦花等）和洄游鱼类（比如鳟鱼和鲑鱼）。:142
溪钓的季节从农历三月开始，三月到六月，鱼儿躲在深潭或者石缝中，夏天则游到浅滩。:143许多溪钓者会穿戴涉水裤站在浅滩、露出水中的岩石、甚至齐腰的水流中进行作钓。溪钓时必须注意钓鱼时把鱼竿往下游方向伸出，这样可以让鱼饵随波漂荡，更容易吸引到鱼。:143

## 钓位
各类鱼在溪流中有不同的栖息地，因此钓不同的鱼也有不同的钓位。

### 上游
鲑鱼、鳟鱼，常常栖息在上游，喜爱冷水，日本的嘉鱼一生守在原地不动，因此古代日本有掘冰取嘉鱼的活动。:142

### 中游
中游视野开阔，水流减速，水量多，水温高，泥沙沉底，栖息在中游的鱼类包括香鱼、粗首马口鱲、鲤鱼、鲣鱼、鲫鱼、罗汉鱼、石斑鱼。:144

### 下游
下游水流速度缓慢，水面宽广，水底泥质，藻类、杂草等分布其中，栖息的鱼类和中游差不多。:144

### 溪口
溪口靠近湖泊或者入海口，水面宽阔，流速非常慢，适合船钓。:144

## 钓法
溪钓的钓法非常多，有流水钓法、止水钓法、手竿置底钓法、毛钩钓法、打水钓法、放滚仔钓法、洞里钓法、吸饵钓法、拖底钓法、连珠钓法等。

### 流水钓法
流水钓法是最常用的钓法，不分高山溪谷、平地溪流。激流使用大肚短标、棒标，因为其比较敏感；缓流使用辣椒型鱼漂，其敏感度好，容易察知。:189流水钓法讲究顺风抛投、忌讳迎风而立。:189流水钓法需沿着溪流走动，需要脚力、臂力。:190

### 止水钓法
止水钓法就是静水钓法，它也应用于塘钓、湖钓，其讲究“放得深、抛得远”，止水钓法无需走动，不消耗体力，止水钓法必须先打窝子，吸引鱼群和留住鱼群。:191

### 手竿置底钓法
手竿置底钓法不借助鱼漂察知鱼讯，而是靠手的直接感觉，类似串钩钓游鱼，在母线顶端距离鱼竿不远处绑定一个保丽龙，如果鱼儿咬钩，可以更好的察知。:192

### 毛钩钓法
在钩炳上绑着羽毛，无需挂饵，毛钩必须不断在手中拖引振动，吸引鱼儿，要求钓鱼者身手敏捷、动作灵敏。:193

### 打水钓法
打水钓法专门用于钓鳖、鲶鱼等凶猛穴居鱼类，用青蛙做钓饵，不停地把饵置入水中，这种钓法早晨和黄昏使用，场地是池塘的堰堤下，溪流的石洞中，水渠的坝下，湖泊的蛇笼处。:194

### 放滚仔钓法
放滚仔钓法是台湾少数民族族群的钓法，使用一根麻神绑多跟鱼线鱼钩，钓饵是黑蚯蚓、虾子、退壳螃蟹，黄昏时放在溪流的深潭中，第二天清晨巡视，主要钓鱼对象是鲈鱼、鳗鱼、河鮠、密鱼、粗首马口鱲，也可以钓到鳖。:195-196

### 洞里钓法
洞里钓法主要钓的是鳖、黄鳝、鳢鱼，钓饵是蚯蚓、虾子，垂钓前，寻找鱼洞，在溪口、高山溪谷、海边的护岸的岩洞、窟窿，用竹竿把鱼线、鱼钩等投送到洞里。:197

### 吸饵钓法
吸饵钓法又名吞饵钓，一般使用爆炸钩，用大饵团包裹爆炸钩，在清晨或黄昏垂钓，在平地溪流、河川、湖泊、水库、池塘可以使用。:200

### 拖底钓法
拖底钓法主要是冬天钓鱼使用，使用钓组来垂钓。:201

### 连珠钓法
连珠钓法主要是夏天钓鱼使用，在流水中垂钓，比一般鱼竿多了几个球型的鱼漂。:203

## 外部連結
- 釣魚頻道 （页面存档备份，存于）